# Paratuerta comorana
Paratuerta comorana är en fjärilsart som beskrevs av Pierre E.L. Viette 1966. Paratuerta comorana ingår i släktet Paratuerta och familjen nattflyn. Inga underarter finns listade i Catalogue of Life.